# 漢森峰
71°21′S 170°18′E / 71.350°S 170.300°E
漢森峰（Hanson Peak），是南極洲的山峰，位於維多利亞地的博克格雷溫克海岸，處於阿代爾角以南7公里的阿代爾半島北部，海拔高度1,255米，現時由南極條約體系管理。